# Adolf Christian Gerhard Bojunga
Adolf Christian Gerhard Bojunga (* 22. Oktober 1815 in Norden (Ostfriesland); † 17. Dezember 1868 ebenda) war ein deutscher Schulmann und Politiker.

## Leben
Als Sohn eines Pastors geboren, ging Bojunga auf das Gymnasium Holzminden. Im Anschluss studierte er Philosophie in Göttingen und Berlin. Während seines Studiums wurde er 1837 Mitglied des Corps Frisia Göttingen.
Nach seinem Studium wurde er 1843 Collaborator in Norden. 1855 wurde er Subrektor und 1864 zum Konrektor befördert.
In den Jahren 1850 bis 1853 war Bojunga Mitglied der Zweiten Kammer der Hannoverschen Ständeversammlung.